# Чемпионат СССР по классической борьбе 1971
40-й Чемпионат СССР по классической борьбе проходил в Москве с 16 по 18 июля 1971 года. Четыре сильнейших спортсмена из спартакиадного турнира на приз Спорткомитета СССР разыграли чемпионат страны. Главный судья — Рунов А. Н.

## Медалисты
| Весовая категория   | Золото                                         | Серебро                                        | Бронза                                         |
| ------------------- | ---------------------------------------------- | ---------------------------------------------- | ---------------------------------------------- |
| Наилегчайший вес    | Алексей Бараник «Динамо» (Киев)                | Николай Хитряков «Красное Знамя» (Витебск)     | Фируддин Курбанов «Нефтчи» (Баку)              |
| Легчайший вес       | Клим Олзоев «Спартак» (Новосибирск)            | А. Алиев «Нефтчи» (Баку)                       | Виталий Константинов «Динамо» (Ульяновск)      |
| Полулёгкий вес      | Рустем Казаков Вооружённые Силы (Ташкент)      | Николай Ощепков «Спартак» (Курган)             | Юрий Соколов Вооружённые Силы (Ульяновск)      |
| Лёгкий вес          | Валерий Спиридонов Профсоюзы (Таллин)          | Анатолий Кавкаев Вооружённые Силы (Москва)     | Ильдус Мухарлямов «Спартак» (Казань)           |
| 1-й полусредний вес | Шамиль Хисамутдинов «Труд» (Тула)              | Велиджан Умеров «Авангард» (Запорожье)         | Александр Моложин Вооружённые Силы (Караганда) |
| 2-й полусредний вес | Имант Клинтсон Вооружённые Силы (Рига)         | Виктор Игуменов «Спартак» (Московская область) | Касим Халилов «Динамо» (Омск)                  |
| 1-й средний вес     | Анатолий Назаренко Вооружённые Силы (Алма-Ата) | Леонид Либерман «Спартак» (Минск)              | Владимир Нечаев «Спартак» (Минск)              |
| 2-й средний вес     | Валерий Резанцев Вооружённые Силы (Алма-Ата)   | Эстате Гогличидзе «Динамо» (Тбилиси)           | А. Казаков «Спартак» (Московская область)      |
| Полутяжёлый вес     | Алексей Кармацких «Динамо» (Киев)              | Василий Меркулов «Спартак» (Воронеж)           | Николай Балбошин «Динамо» (Москва)             |
| Тяжёлый вес         | Анатолий Рощин Вооружённые Силы (Ленинград)    | Анатолий Зеленко «Красное Знамя» (Минск)       | Анатолий Кочнев «Динамо» (Омск)                |